# Gundoaldo
Gundoaldo (VI secolo – Asti, 615 circa) è stato un duca longobardo, primo duca di Asti dal 589 al 615 circa.
(Paolo Diacono, Historia Langobardorum, IV, 40)

## Biografia
Fratello della regina Teodolinda e figlio del duca di Baviera Garibaldo I e di Valdrada (a sua volta figlia di Vacone, re dei Longobardi tra il 510 e il 540), ebbe due figli, Gundeperto e Ariperto (in alcuni testi nominato Chairiberto), in seguito anch'egli re dei Longobardi. In seguito al matrimonio della sorella con re Autari, celebrato a Verona il 15 maggio 589, Gundoaldo fu nominato duca di Asti.
Dopo la morte di Autari, pochi mesi dopo il matrimonio, Teodolinda si risposò con il duca di Torino, Agilulfo, che venne incoronato re a Milano nel maggio del 591. Nella sua Cronaca lo storico franco Fredegario racconta che, essendo il duca d'Asti molto amato dai suoi sudditi, rappresentava una possibile insidia per la successione al regno longobardo e che per questo venne assassinato, su ordine della "fazione" reale.
Paolo Diacono e l'Origo, a tal proposito parlano di una rivolta di alcuni duchi longobardi (Mimulfo, Gaidulfo, Ulfari) sedata con successo dall'esercito regio: proprio questo potrebbe essere il riferimento di Fredegario, laddove parla di fazione reale:
(Fredegario, Cronaca)
Alla morte di Gundoaldo non si sa che fine fece Gundeperto, mentre Ariperto probabilmente succedette al padre nella reggenza del Ducato di Asti. Dalla cronaca di Paolo Diacono si sa che assurse al trono longobardo in seguito alla morte di Rodoaldo, figlio di Rotari, nel 653.